# 24 punding glatløbet kuglekanon
Den 24 punding glatløbede kuglekanon er en kanon udviklet af J.S. Fibiger. Kanonen hører til våbensystem 1834.

## Egenskaber
Kanonløbet er fastmonteret på en såkaldt fæstningsaffutage og kan kun drejes i en begrænset vinkel. Kuglekanonen er beregnet til at skyde med en massiv stålkugle og er derfor mest velegnet til at ødelægge fjendens stillinger på lang afstand og er i modsætning til granatkanonen, ikke så velegnet til at bekæmpe infanteri. Man kunne dog ved stormangreb, lade kanonen med kardæsker og bruge den mod de stormende kolonner, idet den så kunne have en frygtelig virkning. Kardæsker er en ladning med mange små stålkugler der spredes i en byge ved affyringen og kun er effektive på forholdsvis nært hold. Kanonen kunne skyde 2–3 km.

## Brug
Der var opstillet 10 stk. 24 pundings kanoner på Fredericia Vold under belejringen i 1849.